# Suidlanders

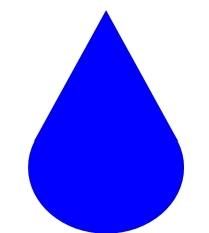
Logo des Suidlanders.

Les Suidlanders désignent les membres d’une Organisation non gouvernementale afrikaner d'Afrique du Sud, survivaliste et ethno-nationaliste, formée en tant qu'organisation de protection civile, revendiquant 130 000 affiliés, chiffre invérifiable et certainement surévalué. Elle est dirigée par Gustav Müller.
Son idéologie est basée sur les prophéties millénaristes du Boer Siener Van Rensburg (1864-1926). Le groupe croit qu'une guerre raciale ou une guerre civile générale, parfois appelée «Uhuru» ou «Nuit des longs couteaux», va arriver en Afrique du Sud. Ils anticipent un éventuel effondrement des infrastructures et préconisent et planifient une évacuation des Sud-Africains blancs des grandes villes. Les Suidlanders sont notamment les principaux auteurs et propagandistes d’une théorie du complot qui présente les Sud-Africains blancs comme étant les victimes d’un « génocide » mené par le gouvernement sud-africain.

## Historique
Les Suidlanders ont été formés en 2006 par Gustav Müller.
À la mort de Nelson Mandela en 2013, les Suidlanders s'attendent à un déchaînement apocalyptique de violence des Noirs contre les Blancs.
Celui-ci n'ayant pas eu lieu, les Suidlanders pensent ensuite anticiper le basculement progressif de l’Afrique du Sud vers une situation chaotique et rester vigilants quant aux menaces qui pèsent sur la minorité Blanche dans le pays.

## Activisme sur les réseaux sociaux
Ils sont très actifs sur les réseaux sociaux. 
L'adhésion à leur groupe Facebook, qui compte 5 000 membres, n'est ouverte qu'aux Blancs, et uniquement aux Blancs n'ayant pas d'amis Facebook d'un autre groupe de population. Sur leur page de discussion, des participants utilisent des  termes péjoratifs et racistes (comme le terme kaffir) pour décrire la population noire sud-africaine.

## Dans la culture populaire
En 2018, un groupe de Suidlanders est présenté dans la saison 1, épisode 7 de la série télévisée Dark Tourist de David Farrier.
Les Suidlanders ont notamment forgé un lien solide avec l'Américain suprémaciste blanc Alex Jones.